# Contele de Lautréamont

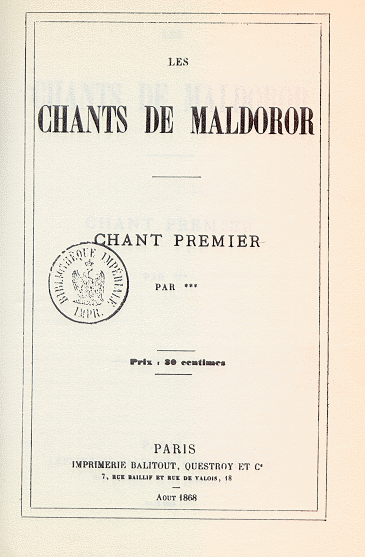
Prima ediție a "Cânturile lui Maldoror", 1868

Isidore Lucien Ducasse (n. 4 aprilie 1846, Montevideo, Departamentul Montevideo, Uruguay – d. 24 noiembrie 1870, Paris, Île-de-France, Franța), numit și contele de Lautréamont, a fost poet francez, precursor al poeziei moderne, al cărui stil s-a aflat la confluența dintre simbolism și suprarealism.
Deși a murit tânăr, a fost una dintre personalitățile cele mai enigmatice ale literaturii franceze.
Opera sa a stârnit interes abia la începutul secolului XX.

## Opera
Volumul de poezii Cânturile lui Maldoror ("Les chants de Maldoror"), apărut în 1868/1869, conține poeme în proză, de viziune onirico-fantastică, halucinant-tragică și reflectă o imaginație bogată, stranie și delirantă, ajungând până la forme de un violent sarcasm prin care este exprimată revolta romantică împotriva condiției umane.